# Kim Cheong-sim
Kim Cheong-Sim (8 de fevereiro de 1976) é uma handebolista sul-coreana. medalhista olímpica.
Fez parte da geração medalha de prata, em Atlanta 1996, com 1 partida. E voltou a disputar uma Olimpíada em 2012, em Londres, numa das maiores diferenças de jogos ao voltar numa disputa olímpica do handebol, ficando em quarto lugar.